# Eszter Szemerédi
Eszter Szemerédi (ur. 12 lutego 1976) – węgierska lekkoatletka specjalizująca się w skoku o tyczce.

## Osiągnięcia
- 7. miejsce podczas halowych mistrzostw świata (Paryż 1997)
- złoty medal młodzieżowych mistrzostw Europy (Turku 1997)
- wielokrotna mistrzyni i rekordzistka kraju

## Rekordy życiowe
- skok o tyczce (stadion) – 4,22 (1998)
- skok o tyczce (hala) – 4,33 (1998)